# Airconditioning
Airconditioning bylo debutové album britské rockové skupiny Curved Air, vydané v listopadu 1970. V prosinci roku 1970 dosáhlo pozice číslo 8 v žebříčku alb britské hitparády.

## Obrázkový disk
Album bylo vydáno jako obrázkový vinylový disk v limitovaném nákladu 10.000 kusů.

## Seznam stop

### Strana A
1. "It Happened Today" (Francis Monkman, Sonja Kristina Linwood) – 4:55
2. "Stretch" (Darryl Way, Monkman) – 4:05
3. "Screw" (Way, Linwood) – 4:03
4. "Blind Man" (Way, Rob Martin) – 3:32
5. "Vivaldi" (Way) – 7:26

### Strana
1. "Hide and Seek" (Way, Linwood) – 6:15
2. "Propositions" (Monkman) – 3:04
3. "Rob One" (Martin) – 3:22
4. "Situations" (Way, Martin) – 6:17
5. "Vivaldi (With Cannons)" (Way, Monkman) – 1:35

## Personnel
- Sonja Kristina – zpěv
- Rob Martin – baskytara
- Francis Monkman – kytary, klávesy
- Florian Pilkington-Miksa – bicí
- Darryl Way – housle, klávesy, zpěv